# Parc del Canal de la Infanta
El parc del Canal de la Infanta és una zona verda al barri de Fontsanta-Fatjó de Cornellà de Llobregat (Baix Llobregat), que segueix el traçat del canal homònim. Està a tocar del Citilab i el Museu Agbar de les Aigües, ben a prop del terme municipal de Sant Joan Despí. El tramvia hi circula en paral·lel i té parada davant una de les entrades del parc, a l'estació de Fontsanta | Fatjó.

## Història i descripció
A la dècada del 1980 es va plantejar la reurbanització de la zona amb el Pla Parcial Fatjó. Després d'un temps aturat, a partir del 1987 l'empresa municipal EMDUCSA va començar a adquirir terrenys del sector (una finca de 80.000 ² de Constructora Almacenista i una altra de 40.000 m² de la Societat General d'Aigües de Barcelona) fins a esdevenir-ne el propietari principi. L'últim disseny de la nova zona del barri incloïa una gran àrea verda central envoltada de nuclis d'habitatges de baixa alçada.
Amb la venda de la parcel·la on es va construir el Llobregat Centre, el pla va tirar endavant i el parc va ser inaugurat el 1995 com a Parc de la Infanta. L'espai és rectangular i té una superfície de 4,2 hectàrees, amb zones solelloses i arbres de grans dimensions. Hi radiquen la Casa Camprubí, obra de l'arquitecte modernista català Josep Maria Jujol i inventariada com a bé cultural d'interès local, i una escultura de l'artista cornellanenc Ricard Vaccaro, Espai per a la Pau. També està dotat de diversos equipaments: el camp de futbol de Fontsanta-Fatjó, una pista de basquetbol i una residència per a gent gran.

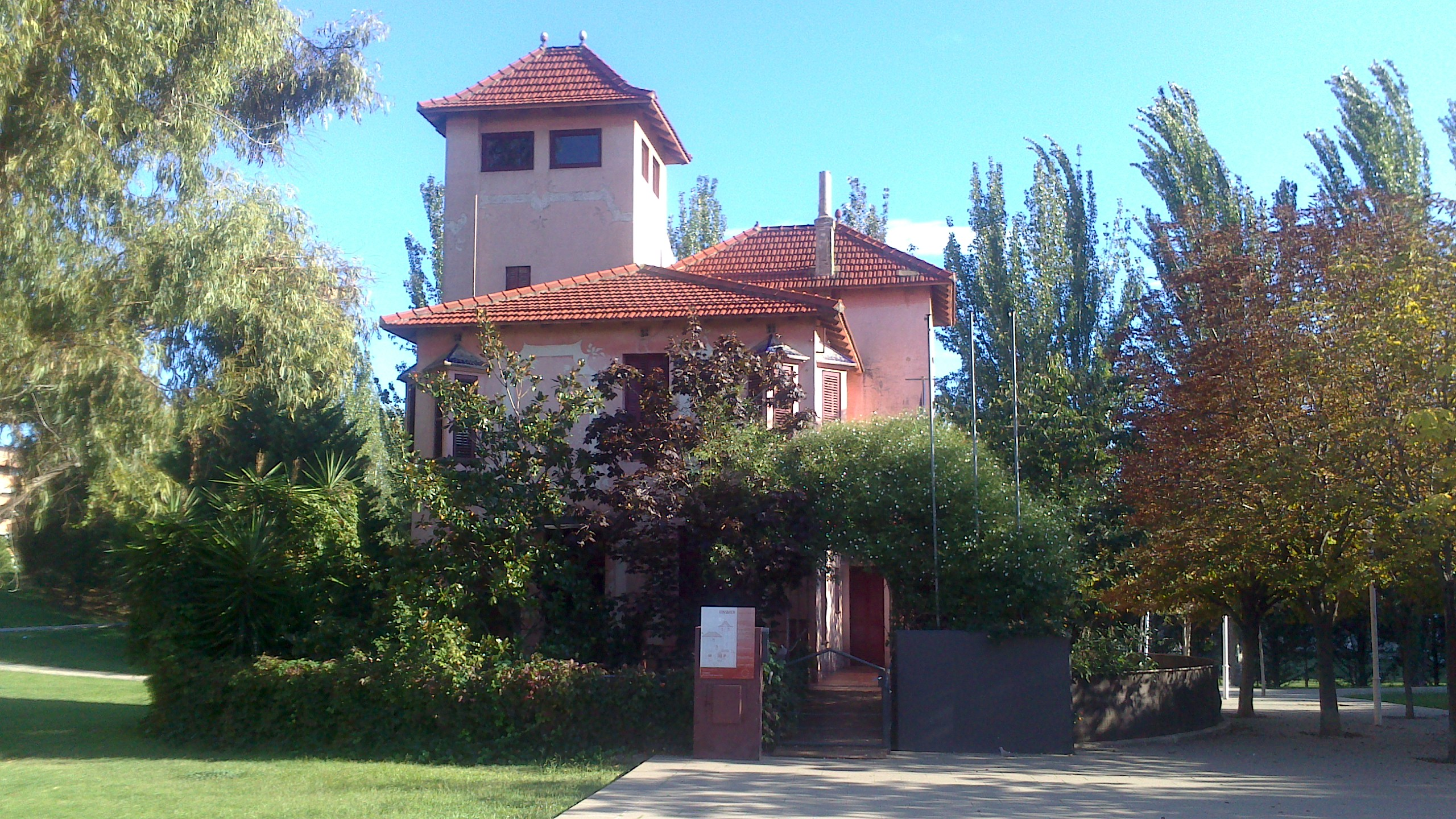
Casa Camprubí, d'estil noucentista i ubicada dins el parc.
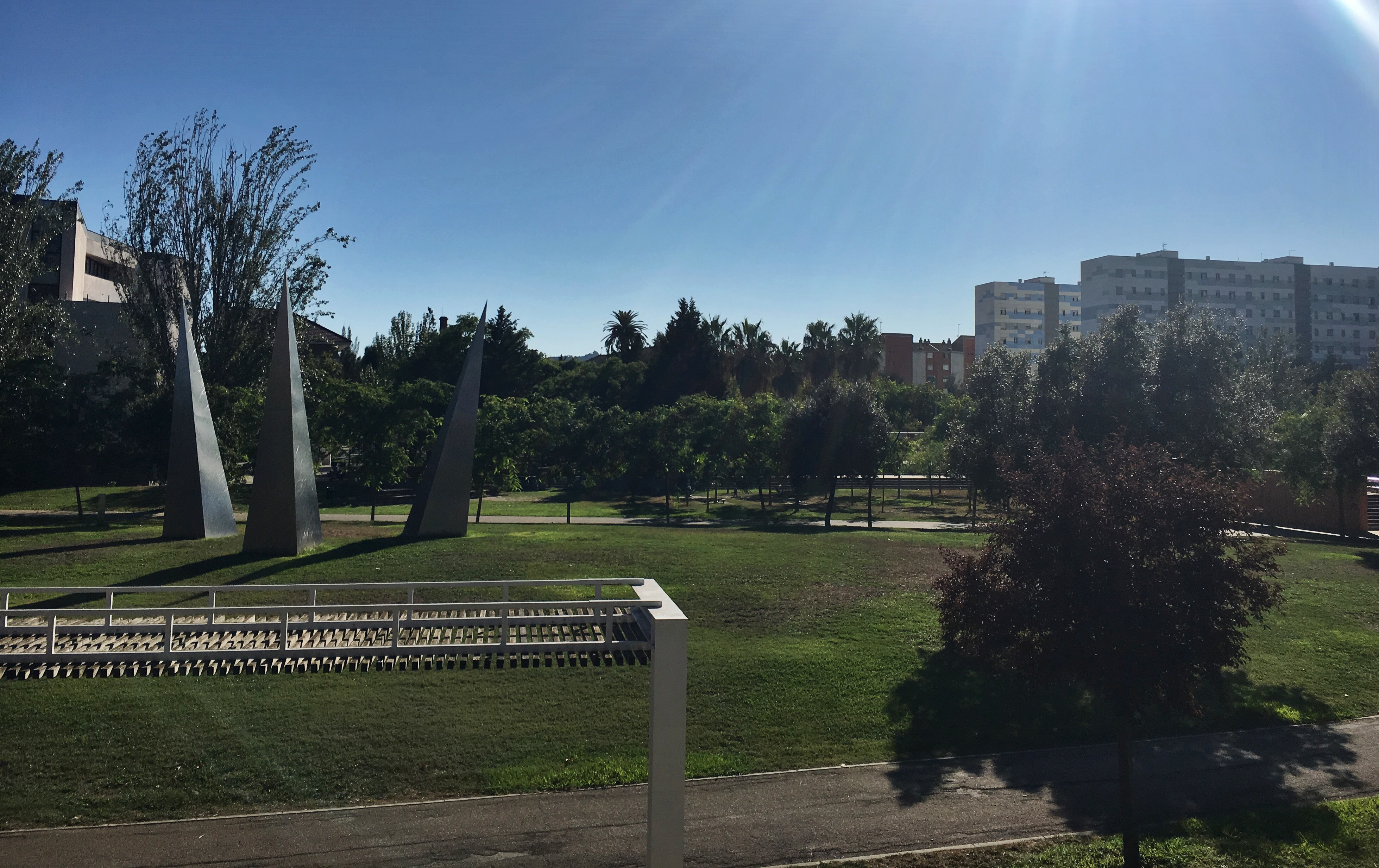
Vista superior del parc, amb l'escultura Espai per a la Pau a l'esquerra.

El 2017 va canviar el nom a parc del Canal de la Infanta per a ajustar millor el topònim al seu origen històric, una canalització inaugurada el 1819 que travessa la zona i fou emprada per abastir d'aigua els conreus del Baix Llobregat.